# 狭山市駅

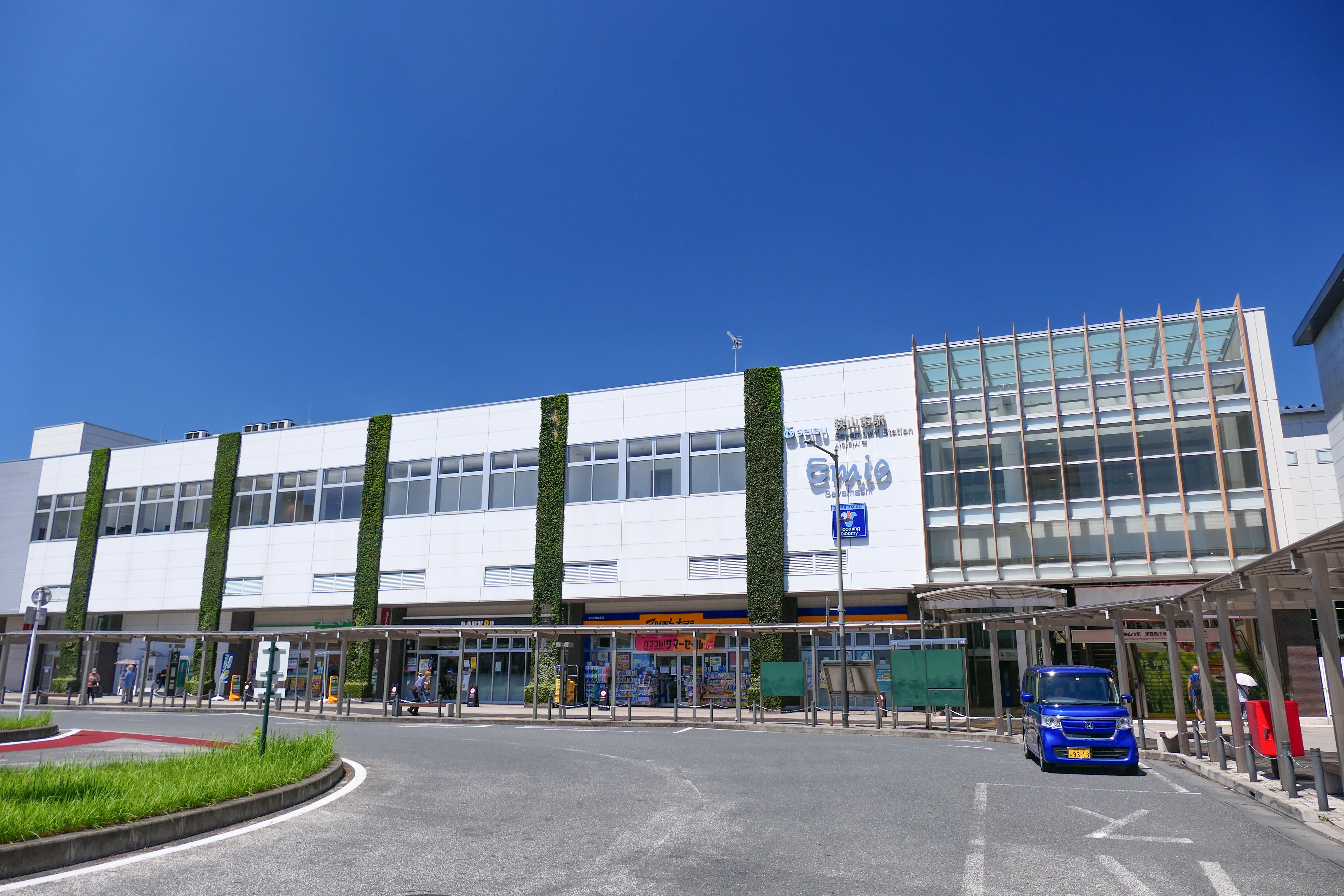
東口（2022年7月）

狭山市駅（さやましえき）は、埼玉県狭山市入間川一丁目にある、西武鉄道新宿線の駅である。駅番号はSS26。

## 歴史
- 1895年（明治28年）3月21日 - 入間川駅（いるまがわえき）として開業[1]。駅名は当時の所在自治体（入間川町）による。元は川越鉄道の駅で、西武鉄道全駅の中で国分寺駅、小川駅、東村山駅（旧久米川仮駅）に次いで古い。同時に開業した駅には所沢駅、入曽駅、川越駅（現・本川越駅）がある。
- 1975年（昭和50年）3月 - 東口を開設。
- 1979年（昭和54年）3月25日 - 改装新駅舎の供用を開始し、駅名を狭山市駅に改称[2][注 1]。同時に当駅を発着する路線バスの系統名も「入川××」から「狭山××」に改称された。池袋線入間市駅発着のバス系統名が「入××」や「入間××」ではなく「入市××」と称しているのはこの名残りである。同年4月27日、駅ビル「西武狭山ステーションビル」開店[3]。
- 1999年（平成11年）3月16日 - 狭山市が駅東口に「狭山市駅市民サービスコーナー」を開設。
- 2008年（平成20年）11月 - 再開発事業に伴う駅舎改築のため、旧駅舎および旧西武狭山ステーションビルの建物の解体作業が始まる。
- 2010年（平成22年）
  - 3月25日 - 西口広場での再開発事業のまち開きを開催[4]。
  - 3月26日 - 新駅舎と東西自由通路の一部を供用開始[5]。同時に発車メロディを童謡「たなばたさま」に変更[4]。
- 2011年（平成23年）6月8日 - Emio狭山市開業[6]。

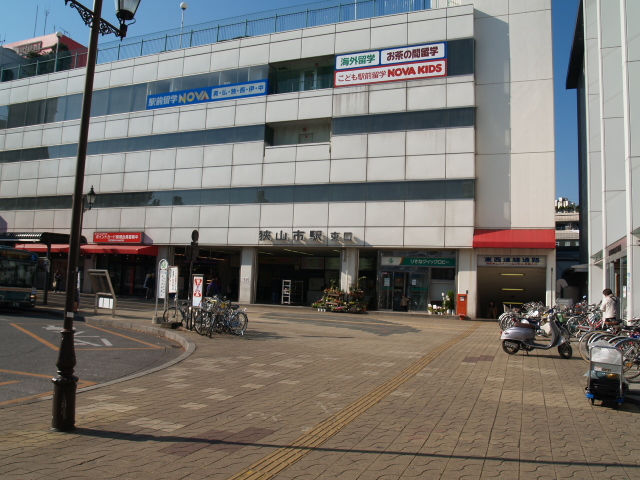
2008年11月まで存在していた旧東口駅ビル（2005年12月）
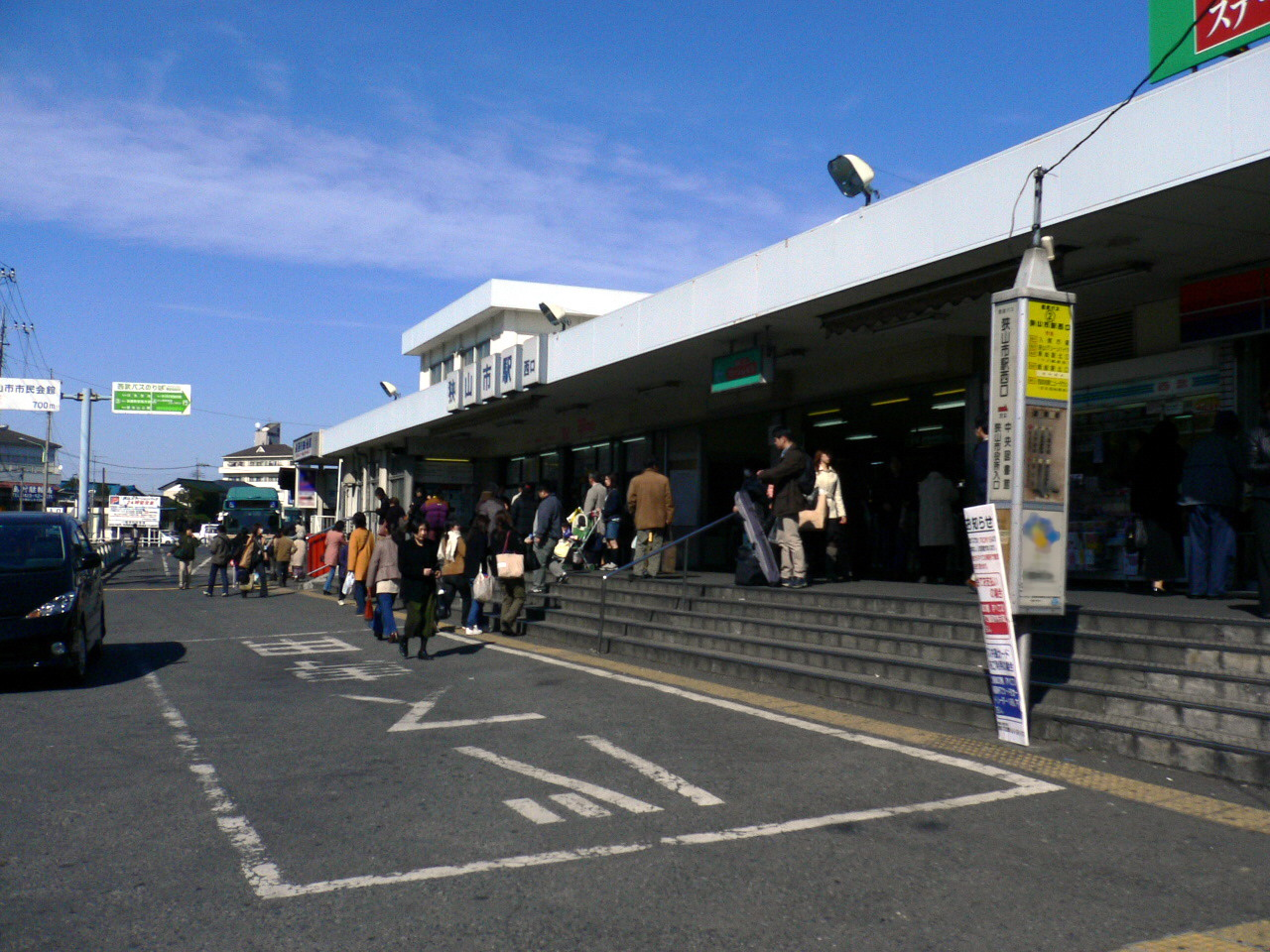
旧西口駅舎（2005年3月）

## 駅構造
相対式ホーム2面2線の地上駅で、橋上駅舎を有する。
西武新宿寄りに下り線→上り線への片渡り線があり、2022年のダイヤ改正まで平日早朝に当駅始発の各駅停車西武新宿行きが2本設定されていた。（同改正でそれぞれ新所沢始発と本川越始発に振り替えとなり、それ以降は通常ダイヤでは使われない。）緊急時には終着駅（南大塚駅の場合もあり）となる。なお、かつて南入曽車両基地でイベントが開催される際には当駅終着の電車が運転されることがあった。
東西自由通路を有する橋上駅舎は2010年3月26日に供用を開始した。新駅舎の建設に際し西武狭山ステーションビルは閉鎖・解体されている。
「狭山らしさの演出と街並み・賑わいの演出」を意識し、明るく開放的な狭山市の玄関口をコンセプトとする新駅舎は、賑わいを演出する目的で自由通路部の天井などには夏季に開催される「狭山入間川七夕まつり」に際して七夕の飾り付けが可能な仕掛けを設けている。さらにエスカレーター・エレベーター・多機能トイレ・待合室も新設されたほか、ホームの幅員も一部で拡幅している。待合室の椅子には飯能・西武の森の整備で伐採された間伐材を使用している。さらに「環境対策としてトイレの洗浄水に雨水を利用する」「コンコース部に膜屋根を設置」「自由通路の床にガラスブロックを使用する」「壁面を緑化する」などの工夫もなされている。これに伴い東西連絡地下通路は2010年3月25日に閉鎖された。東西自由通路は駅舎供用開始時は未完成部分があったが、2011年3月に完成した。
エスカレーターは、各ホームと改札内コンコース間に各2基、東口地上部と改札外コンコースに2基設置され、エレベーターは各ホームと改札内コンコース間に各1基、東口・西口地上部と改札外コンコース間に各1基設置されている。
トイレは2階改札内コンコースにあり、多機能トイレを併設する。なお、かつては西口地上部のバス停留所4番のりば奥・転回場付近に建つ狭山市管理の公衆トイレ内にも多目的トイレが併設されていた。
発車メロディは、橋上駅舎供用開始時に童謡「たなばたさま」を採用した。
商業施設としては、駅構内にはコンビニエンスストア「TOMONY」が新駅舎供用開始時に開業し、その後2011年6月8日に「Emio狭山市」が開業した。Emio出店店舗の詳細は西武プロパティーズ公式サイト「狭山市駅の店舗情報」を参照。

### のりば
| ホーム | 路線   | 方向 | 行先                                   |
| ------ | ------ | ---- | -------------------------------------- |
| 1      | 新宿線 | 下り | 新狭山・本川越方面                     |
| 2      | 新宿線 | 上り | 所沢・高田馬場・西武新宿（国分寺）方面 |

（出典：西武鉄道:駅構内図）

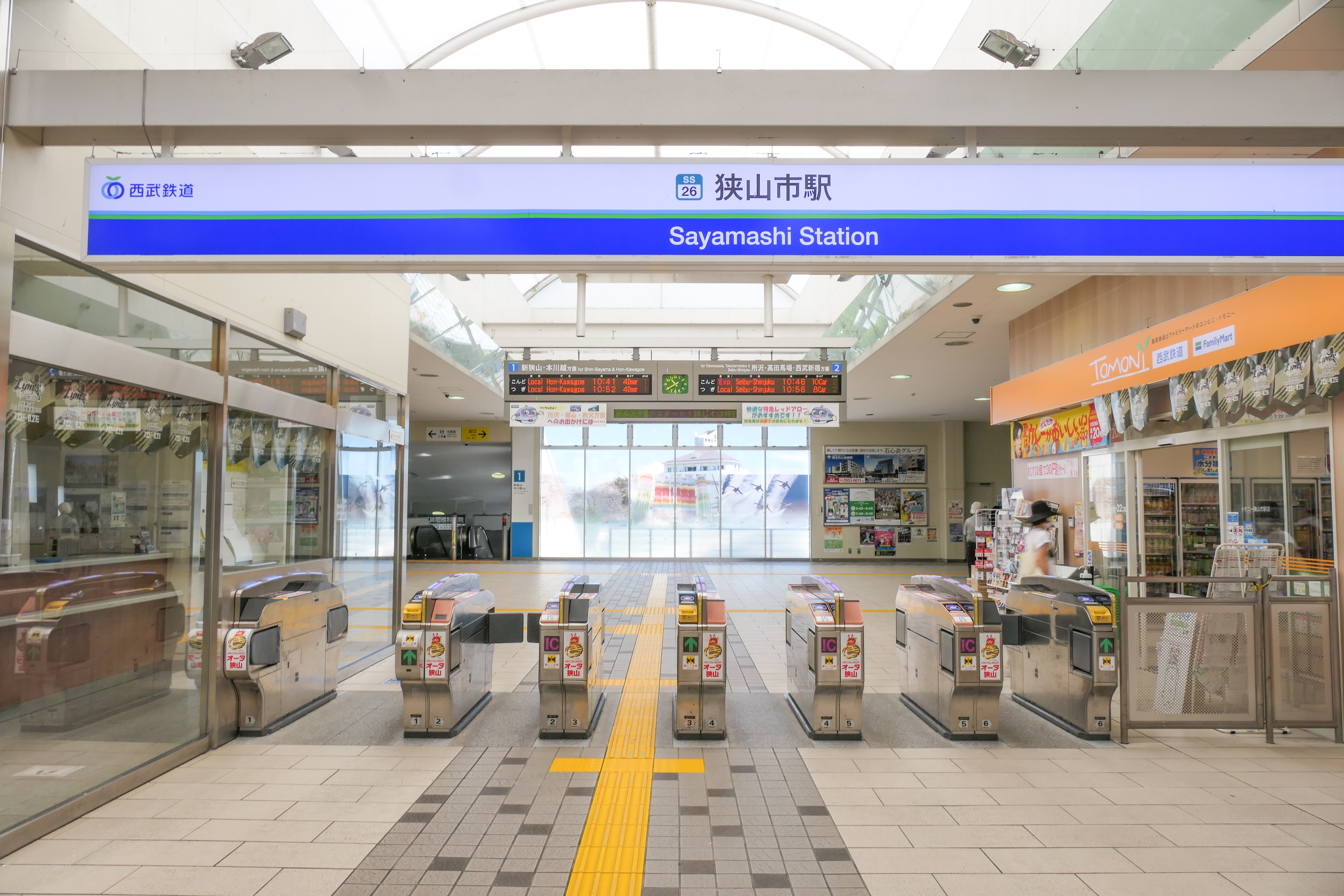
改札口（2022年7月）
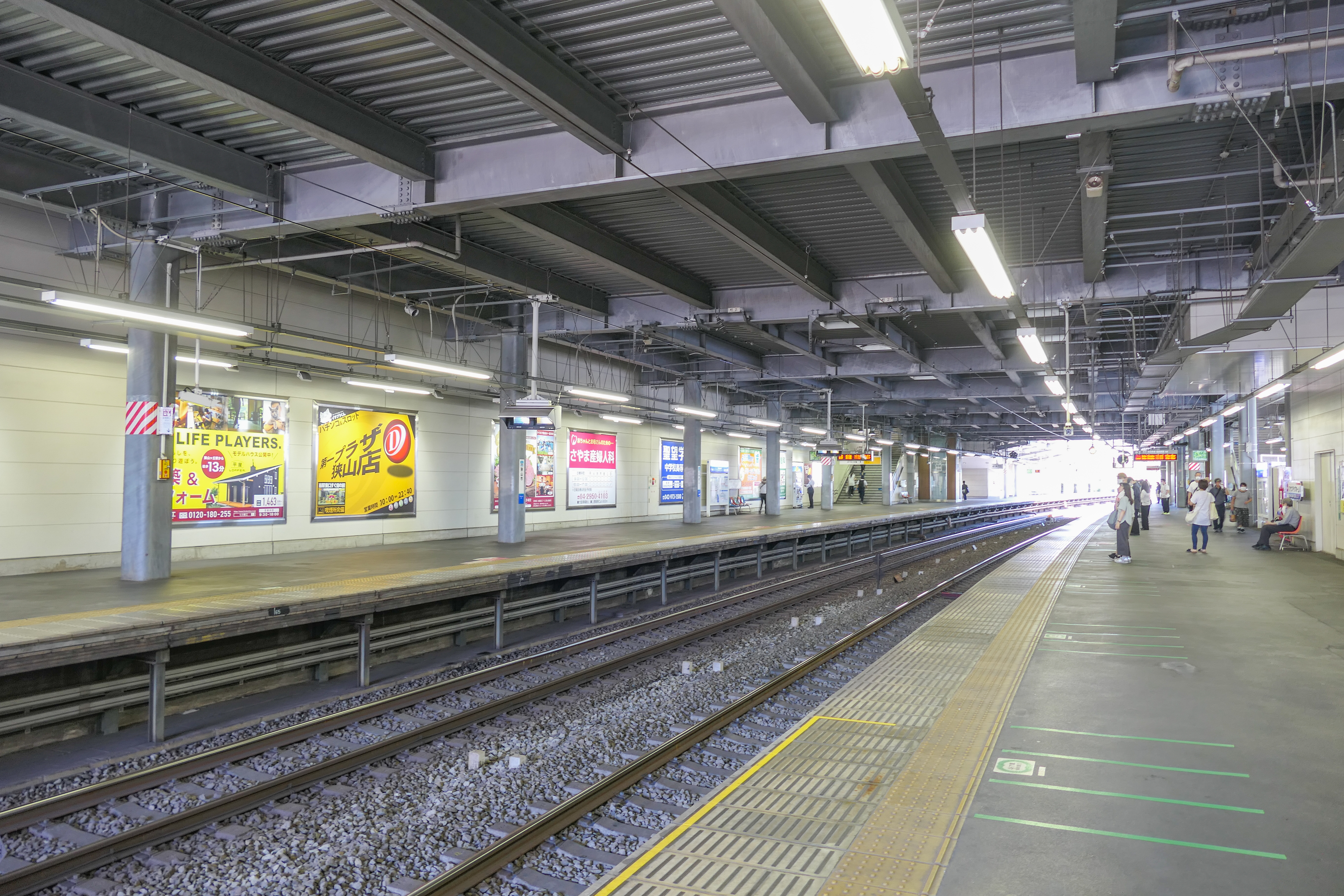
ホーム（2022年7月）

## 利用状況
- 西武鉄道 - 2024年度の1日平均乗降人員は37,200人である[西武 1]。
西武鉄道全92駅中24位。人口ピーク時には1日5万人以上の乗降があったが、少子高齢化などの影響で減少している。しかし、乗降人員としては池袋線で都内ターミナル駅からの距離がほぼ同等かつ主要駅の入間市駅や飯能駅よりも多く、上石神井駅よりやや少ない程度である。8月第一土曜日、日曜日に行われる「狭山入間川七夕祭り」と11月3日（文化の日）に行われる「入間航空祭」の時は年間で一番来客数が多い。

近年の1日平均乗降・乗車人員の推移は下記の通りである。
| 年度               | 1日平均 乗降人員 | 1日平均 乗車人員 | 出典              |
| ------------------ | ---------------- | ---------------- | ----------------- |
| 1990年（平成02年） | 54,347           | 27,300           |                   |
| 1991年（平成03年） | 57,042           | 28,679           |                   |
| 1992年（平成04年） | 58,177           | 29,280           |                   |
| 1993年（平成05年） | 58,951           | 29,680           |                   |
| 1994年（平成06年） | 58,887           | 29,664           |                   |
| 1995年（平成07年） | 58,081           | 29,298           |                   |
| 1996年（平成08年） | 57,124           | 28,728           |                   |
| 1997年（平成09年） | 56,331           | 28,252           |                   |
| 1998年（平成10年） | 55,675           | 27,835           |                   |
| 1999年（平成11年） | 54,064           | 27,008           | [ 埼玉県統計 1 ]  |
| 2000年（平成12年） | 52,551           | 26,207           | [ 埼玉県統計 2 ]  |
| 2001年（平成13年） | 51,682           | 25,674           | [ 埼玉県統計 3 ]  |
| 2002年（平成14年） | 49,961           | 24,852           | [ 埼玉県統計 4 ]  |
| 2003年（平成15年） | 48,992           | 24,355           | [ 埼玉県統計 5 ]  |
| 2004年（平成16年） | 47,648           | 23,670           | [ 埼玉県統計 6 ]  |
| 2005年（平成17年） | 46,263           | 22,960           | [ 埼玉県統計 7 ]  |
| 2006年（平成18年） | 45,535           | 22,560           | [ 埼玉県統計 8 ]  |
| 2007年（平成19年） | 45,021           | 22,375           | [ 埼玉県統計 9 ]  |
| 2008年（平成20年） | 44,618           | 22,160           | [ 埼玉県統計 10 ] |
| 2009年（平成21年） | 43,516           | 21,632           | [ 埼玉県統計 11 ] |
| 2010年（平成22年） | 41,717           | 20,848           | [ 埼玉県統計 12 ] |
| 2011年（平成23年） | 40,847           | 20,444           | [ 埼玉県統計 13 ] |
| 2012年（平成24年） | 41,281           | 20,647           | [ 埼玉県統計 14 ] |
| 2013年（平成25年） | 41,463           | 20,709           | [ 埼玉県統計 15 ] |
| 2014年（平成26年） | 40,480           | 20,232           | [ 埼玉県統計 16 ] |
| 2015年（平成27年） | 40,592           | 20,284           | [ 埼玉県統計 17 ] |
| 2016年（平成28年） | 41,001           | 20,482           | [ 埼玉県統計 18 ] |
| 2017年（平成29年） | 41,832           | 20,896           | [ 埼玉県統計 19 ] |
| 2018年（平成30年） | 41,727           | 20,842           | [ 埼玉県統計 20 ] |
| 2019年（令和元年） | 41,050           | 20,502           | [ 埼玉県統計 21 ] |
| 2020年（令和02年） | 29,740           | 14,842           | [ 埼玉県統計 22 ] |
| 2021年（令和02年） | 32,066           |                  |                   |
| 2022年（令和04年） | 35,140           |                  |                   |
| 2023年（令和05年） | 36,729           |                  |                   |
| 2024年（令和06年） | 37,200           |                  |                   |

## 駅周辺

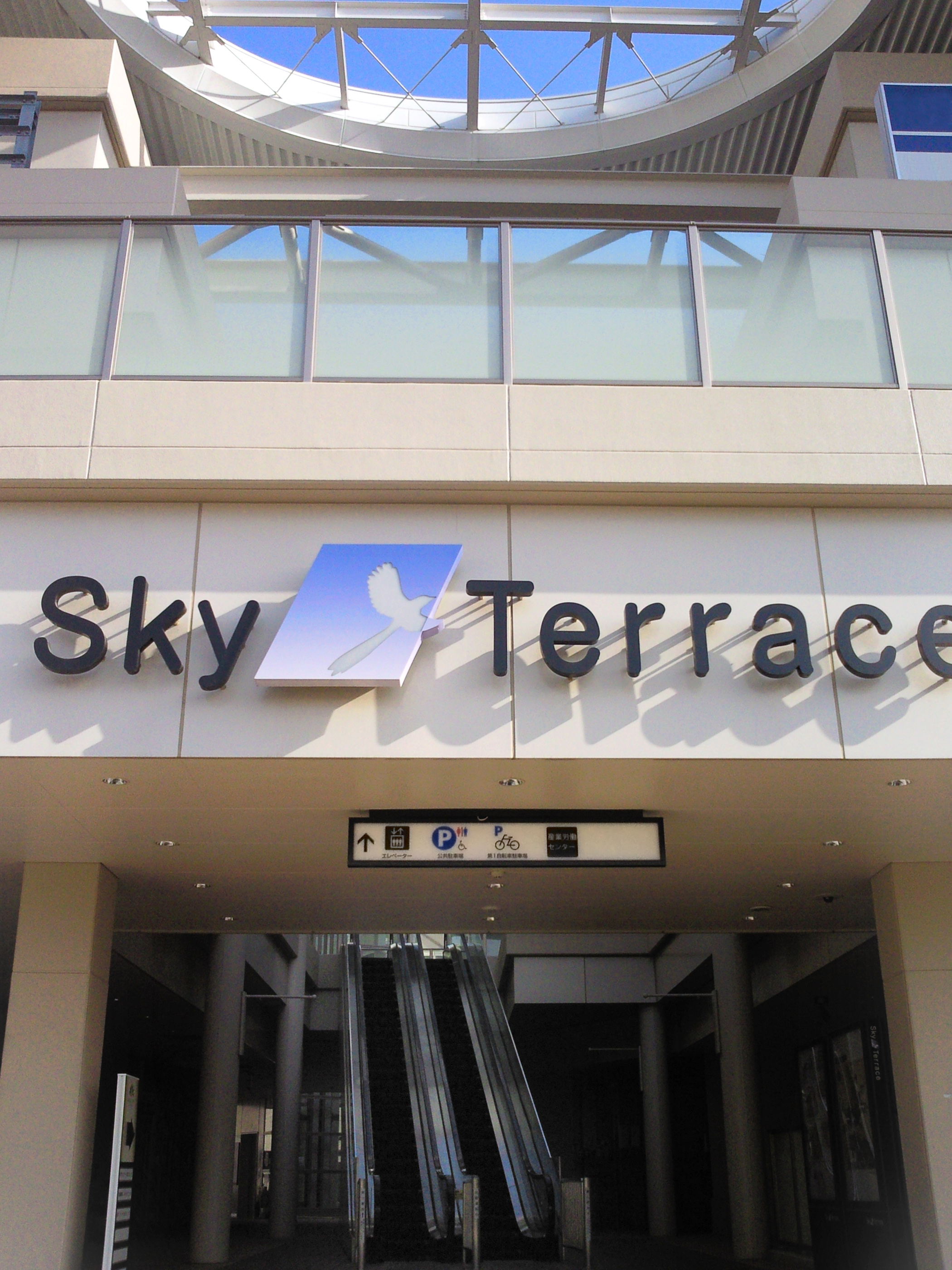
スカイテラス 入口
（2011年3月）

### 西口
- 狭山市駅西口地区再開発区域（スカイテラス）内施設
  - A1棟：商業施設棟
  - A2棟：住宅棟「スカイテラス狭山」
- 狭山市駅西口地区再開発区域（スカイテラス）内公益施設
  - A3棟：狭山市駅西口駐車場
  - A4棟：狭山市産業労働センター・狭山市駅西口第1自転車駐車場
  - B棟：狭山市市民交流センター（狭山市役所入間川地区センター・狭山市立中央公民館併設）・狭山市駅西口第2自転車駐車場
- 狭山市立中央図書館
- 狭山市役所
- 狭山市市民会館
- 狭山市商工会館
- 狭山市社会福祉会館
- 狭山市立武道館
- 狭山商工会議所
- 狭山入間川三郵便局
- 飯能信用金庫 狭山支店、新狭山支店（同一店舗での営業）
- 埼玉石心会病院
- 入間川ゴム本社
- ゴトー養殖研究所本社
- 西武通運本社
- そよら武蔵狭山（イオン武蔵狭山店跡地）
- ベルク狭山入間川店
- 新松本ビル (西友狭山市駅前店跡地)
- 狭山市立入間川東小学校
- 入間川幼稚園

### 東口
- 狭山郵便局
- 狭山市富士見集会所
- 入間川病院
- 狭山厚生病院
- ベスタ狭山
- シティホテル松井
- 狭山ニューシティホテル
- シヴィック・イン
- 狭山市立中央中学校
- 青梅信用金庫 狭山支店

### 駅周辺再開発事業
明治時代に開業した当駅の再開発について、1980年代より構想は存在していたが、1990年代に至っても事業は具体化せず、所沢駅・本川越駅・入間市駅・飯能駅など周辺各都市の中心駅に遅れをとっていた。西口地区については2000年代に事業者・専門家・市民らの議論を経て事業化され、一時政治的困難が発生したものの、変更は一切なく当初の事業計画が貫徹され、総合的な調整により計画から設計施工まで一貫したデザインコンセプトを保ったまま2012年に完成に至った。東口地区については老朽化した駅ビルの改築を行い、道路整備が継続して行われている。

#### 西口地区再開発事業

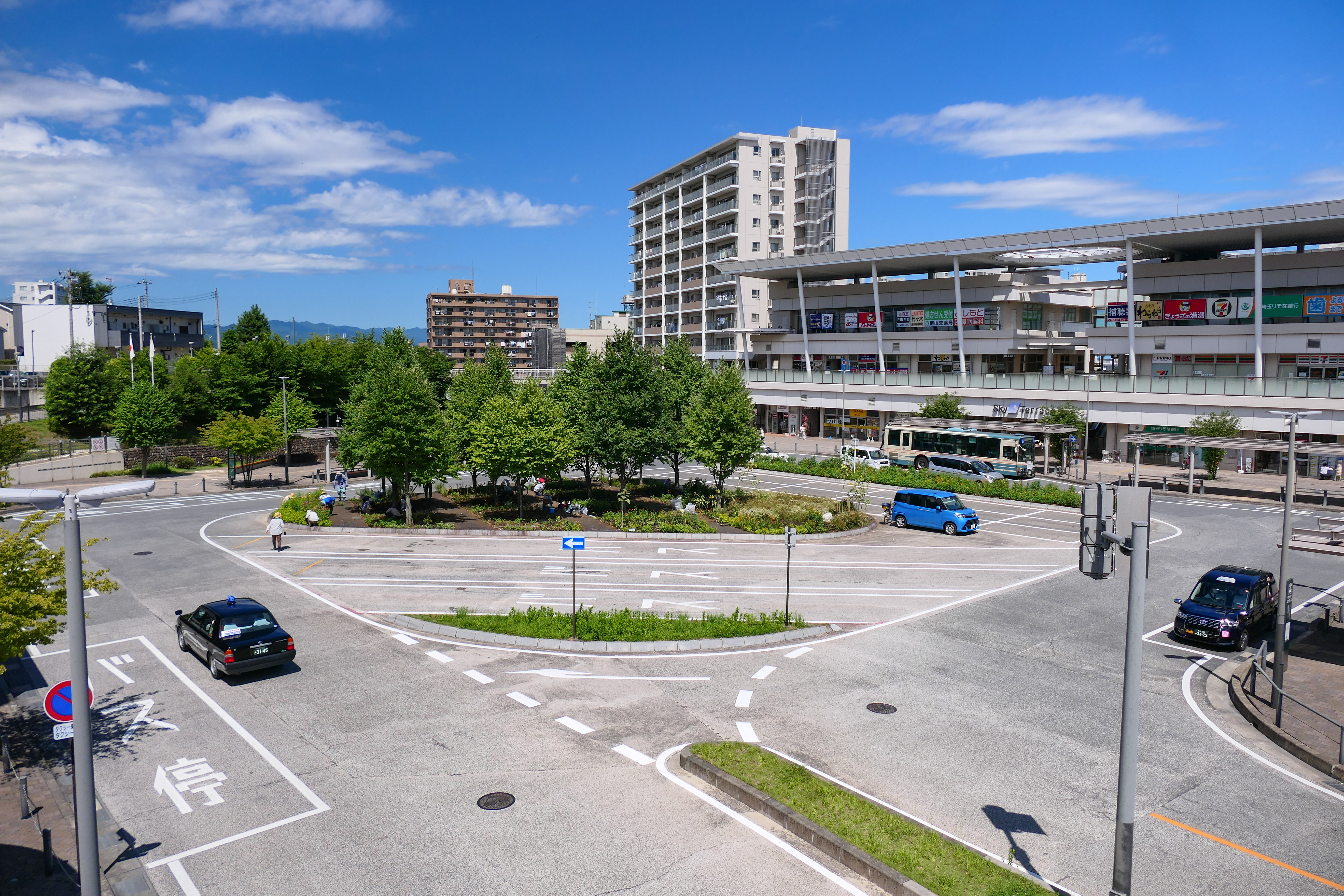
西口駅前広場（2022年8月）

狭山市駅西口周辺は、ロータリーが未整備で歩道も確保されていないため危険であったことから、再開発整備事業が計画された。1998年、狭山市駅西口地区再開発整備事業協議会において「他の沿線駅前とは明確に差別化し、自然と景観を取り込んだ狭山市らしい駅前整備を行う」方針が決定した。 しかし行政や施行予定者となった都市再生機構に対し、地権者や市議会議員を含んだ市民から見直しを求める運動が起き、このまま計画を進めることができるか、予断を許さない状況となった。計画見直し派の市民団体は狭山まちづくりネットワーク（推進派の市民団体には狭山市駅西口再開発事業を推進する会がある）が中心となり、そこに複数の団体が所属した。見直しの主な要求は、予算規模の縮小。その中で2006年1月23日、地権者71名によるとする見直しを求める意見書が提出されたが、後に明らかになった名簿では実際には地権者は21名であり、物議を醸すこととなった。
2007年4月17日、西武鉄道では「2007年度鉄道事業設備投資計画」を発表。この中で狭山市駅西口再開発事業に伴う駅舎改良工事は同年度に調査・設計、2008年度着工、2009年度完成予定との計画が公表された。同年6月22日、狭山市駅西口再開発事業の権利変換計画が国土交通大臣から認可され、2007年9月着工・2009年まち開き・2011年完成予定で本格的に工事が開始されることになった。同年7月22日施行の狭山市長選挙において、西口整備事業の推進を公約した現職の仲川幸成が再選され、同事業は予定通り継続されることになった。同年9月から駅舎の取り壊し工事が始まり、駅舎工事用地確保のため駅周辺の店舗閉鎖と住民の転居、整地も行われた。2008年11月から駅舎改築工事を開始。同月、道路の整備に伴い臨時バス乗降場を設置。同年11月から12月までペデストリアンデッキを含む「まちの愛称」が公募され、 2009年3月、「スカイテラス」に決定した。2010年3月25日、狭山市駅西口地区まち開きを行い、新駅舎と一部施設が供用開始。バス停留所整備等も2012年7月までに完了し、西口地区再開発事業が完成。同月14日から16日まで完成記念イベントを行った。同18日、複合型公益施設「狭山市市民交流センター」が開所、西口地区再開発事業によって整備された全施設が供用開始となり、事業は終了した。
2014年5月12日、狭山市駅西口地区スカイテラスは平成26年度都市景観大賞都市空間部門において優秀賞を受賞した。従来ほとんど同賞への応募の無かった私鉄沿線の駅前広場に関する事例であり、都市近郊において相次いでいる市街地再開発はどうあるべきかという課題について新たなモデルを示すものとして注目された。「大型再開発ビルを建設しテナントを募集、人の流れの創出は入居した商業施設任せ」というような全国的にみられる既存の再開発事業が生んだ弊害を念頭におき、そうした没個性的な再開発の有り方とは一線を画し、狭山市の表玄関にふさわしい街づくりを模索。商業的価値の高い駅前広場にあえて大規模商業施設を誘致せず、既存市街地との接続を意識した「市民広場」を置き、新たな市民交流・回遊の場を確保、地形の高低差によって得られる秩父連山を望む遠景を生かし、環境・景観に配慮した街並みを創出したことが評価された。今後バス停等の更なる改善により歩行者視点での質的向上への期待が示された。更に同年10月1日には公益財団法人日本デザイン振興会主催「2014年度グッドデザイン賞（都市づくり、地域づくり、コミュニティ部門）を受賞した。複雑な敷地や地形的な特徴を計画に折り込み、多岐にわたる関係者を計画に参加させる仕組みを作った点などがくらしや産業や社会の質を向上させる優れたデザインとして評価を受けたものである。
一方「Emio狭山市」にスーパーマーケット「ブルーミングブルーミー」（（株）いなげやが運営）がテナントとして入居したことにより業績不振となった西友狭山市駅前店が2015年3月31日をもって閉店。1972年の開店以来40年以上にわたって営業していた西口の中核的商業施設が失われた。スカイテラスに大規模商業施設を誘致しなかったことから、駅前の買い物利便性の低下が懸念された。2019年2月、西口側にあった燃料会社の充填基地が日高市に移転し、新たに同社の本社屋を建設。同建物にテナントとしてベルク狭山入間川店が入居、再び西口側にも商業施設が立地するに至った。

#### 狭山市駅東口土地区画整理事業
狭山市駅前東口周辺は区画が非常に入り組んでおり駅までのアクセスが悪いとされ、市の顔にふさわしい駅前を創出するべきであるとして、区画整理事業が長年に渡って議論された。立ち退きに難色を示す住民と行政の対立があったが、その後事業は進められ、道路の建設が行われた。2010年に道路の一部が開通し、2013年には工事箇所が東口駅前広場まで到達。2014年5月、東口駅前広場に通じる都市計画道路「狭山市駅加佐志線」が開通した。また西口地区再開発事業及び駅舎改築等に合わせ、東口駅前広場の再整備も行われ、2012年10月に完成した。2018年8月、埼玉県知事による換地処分の公告が行われ、事業は完了した。2019年3月、祇園地内三柱神社横の下窪公園にて狭山市駅東口土地区画整理事業完成記念碑除幕式が挙行された。

## バス

### 路線バス
すべて西武バスにより運行され、当駅を起・終点とする。

#### 西口

##### 1番のりば
- 狭山21：市民会館・埼玉石心会病院経由 サイボク行
- 狭山21-1：市民会館経由 サイボク行
- 狭山24：市民会館・埼玉石心会病院経由 西武柏原ニュータウン行
- 狭山24-1：市民会館経由 西武柏原ニュータウン行
- 深夜バス：つつじ野団地・日生団地経由 西武柏原ニュータウン行（平日のみ）

埼玉石心会病院の移転により、2017年11月2日からサイボク方面、西武柏原ニュータウン方面は全便市民会館経由に変更され、日中は埼玉石心会病院へ立ち寄る。

##### 2番のりば
- 狭山22：つつじ野団地経由 日生団地行
- 狭山22：（直通）日生団地行（つつじ野団地非経由）
- 狭山22-1：つつじ野団地・日生団地経由 武蔵野学院大学行
- 狭山22-1：（直通）日生団地経由 武蔵野学院大学行（つつじ野団地非経由）
- 狭山29：つつじ野団地・日生団地経由 智光山公園行
- 狭山29：（直通）日生団地経由 智光山公園行（つつじ野団地非経由）
- 狭山29-1：つつじ野団地・日生団地経由 狭山営業所行

##### 3番のりば
- 狭山20：狭山グリーンハイツ行
- 狭山25：下川崎・聖望学園入口経由 飯能駅北口行（ダイヤ注意）
- 狭山26：笹井・東飯能駅東口経由 飯能駅北口行（ダイヤ注意）
- 狭山27：さやま地域ケアクリニック経由 入間市駅行

##### 4番のりば
- 狭山28：稲荷山公園駅行

4番のりばは、ロータリー外の道路沿いにある。

#### 東口

##### 1番のりば
- 狭山30：井戸窪経由 狭山台団地行
- 狭山30-1：井戸窪・狭山台団地経由 新狭山駅南口行（ダイヤ注意）

##### 2番のりば
- 狭山31：狭山台南経由 狭山台団地行

### コミュニティバス
西口3番のりばから狭山市内循環バス（運行受託・西武バス）が発着する。
- 奥富・狭山コース：田中・新狭山公民館経由 新狭山駅北口行
- 奥富・狭山コース：埼玉石心会病院・イオン狭山店・サンパーク奥富経由 西武柏原ニュータウン行
- 水富コース：さやま総合クリニック・つつじ野団地・日生団地・笹井経由 入間野田モール行

### スクールバス

#### 西口
- 埼玉女子短期大学
- 自由の森学園中学校・高等学校
- 武蔵野学院大学
- 聖望学園高等学校
- 武蔵越生高等学校

#### 東口
- 東野高等学校
- 埼玉平成中学校・高等学校
- 狭山ヶ丘高等学校・付属中学校

## 隣の駅
西武鉄道
 新宿線
- ■特急「小江戸」停車駅

■通勤急行（上りのみ運転）
新所沢駅 (SS24) ← 狭山市駅 (SS26) ← 本川越駅 (SS29)
■快速急行・■急行・■準急・■各駅停車
入曽駅 (SS25) - 狭山市駅 (SS26) - 新狭山駅 (SS27)